# ويليام تونغ
ويليام تونغ (بالإنجليزية: William Tong)‏ هو سياسي أمريكي، ولد في 1975 في هارتفورد في الولايات المتحدة. حزبياً، نشط في الحزب الديمقراطي. وقد انتخب عضو مجلس نواب كونيتيكت.

## وصلات خارجية
- الموقع الرسمي